# Rostislav Bojko
Rostislav Grigorjevitj Bojko (født russisk: Ростисла́в Григо́рьевич Бо́йко, tr. Rostisláv Grigórjevitj Bójko den 1. august 1931 i Leningrad Sovjetunionen, død 2002 i Moskva, Den Russiske Føderation) var en sovjetisk komponist og dirigent.
Bojko blev uddannet på Moskva musikkonservatorium og blev undervist af Aram Khatjaturjan.
Han skrev tre symfonier, orkesterværker, kammermusik, klaverværker, korværker og vokalmusik, som han var særlig optaget af.
Han var en meget sangbar og melodisk komponist, men stadig moderne i sit tonesprog.

## Udvalgte værker
- Symfoni nr. 1 (1976) . for orkester
- Symfoni nr. 2 (1978) - for orkester
- Symfoni nr. 3 (1986) - for kor og orkester
- "Sigøjnerrapsodi" (1976) – for klaver og orkester
- "Peters klokker" (1980) – for orkester
- 2 Operaer (1963, 1970)